# Eparchia Matki Boskiej Libańskiej w Paryżu
Eparchia Matki Boskiej Libańskiej w Paryżu, eparchia kościoła maronickiego, obejmująca teren całej Francji. Powstała 21 lipca 2012. Pierwszym biskupem był  Nasser Gemayel. Od 29 maja 2024 urząd administratora apostolskiego sede vacante pełni biskup Peter Karam. 

## Biskupi
- Nasser Gemayel (od 21 lipca 2012 do 29 maja 2024)

## Biskupi pomocniczy
- Peter Karam (administrator apostolski sede vacante) (od 29 maja 2024)